# Lycoperdon excipuliforme
Lycoperdon excipuliforme es una especie de hongo de la familia Agaricaceae, antes llamado Handkea excipuliformis. Se distingue del género Calvatia mediante características microscópicas, además de desarrollar un pseudoestípite grande, lo que le confiere las características únicas como especie. Del griego: lýkos, lobo, y pérdo, ventosear, por la forma en que salen las esporas de la fructificación madura.

## Nombre común
- Español: hongo de manoplas u hongo de tallo largo.[1][2]

## Clasificación y descripción de la especie
Se describe como un basidioma elíptico a turbinado, blanco-amarillento de 30-50 mm de diámetro x 50 mm de alto aproximadamente, con un ostiolo irregular en el ápice; base estéril formando un pseudoestípite unido al sustrato por rizomorfos desarrollados, ramificados, gruesos, blancos. peridio menor o igual a 1 mm. Exoperidio marrón opaco, frágil, en forma de gránulos que mudan. Endoperidio marrón dorado, delgado. Gleba marrón a morena, pulverulenta. Microscópicamente tiene basidiosporas globosas a subglobosas, morenas de 5.3-6.7 µm diámetro.

## Distribución de la especie
Esta especie se localiza en Pakistán.

## Hábitat
Se puede encontrar en el suelo cerca de plantas de bambú, en zonas templadas.

## Estado de conservación
Se conoce muy poco de la biología y hábitos de esta especie, por lo que no se encuentra bajo ningún estatus de riesgo.